# 聯合國安全理事會第333號決議
聯合國安全理事會第333號決議于1973年5月22日通過，在重申之前的聲明並承認其措施未能終結“南羅得西亞的非法政權”以後，安理會譴責“南非”與“葡萄牙”未能配合執行制裁行動，並要求其采取緊急行動以執行相關規定。安理會隨後要求立法允許從羅德西亞進口貨物的國家立即取消該立法，並呼籲各國頒佈並執行法律，打擊任何試圖通過以下方式逃避或違反制裁的人：
（a）從南羅德西亞進口貨物；
（b）從南羅德西亞出口貨物；
（c）為進出口南羅得西亞貨物提供任何便利；
（d）進行或促成任何使南羅德西亞可能從中獲利的交易或貿易；
（e）客戶將貨物或其部件從南非、安哥拉、莫桑比克、幾内亞比紹以及納米比亞中轉至南羅德西亞或從這些客戶處收到的貨物來自南羅得西亞
該決議還要求各國對任何所列“e”方式之國家提供交付貨物的具體依據以確保這些貨物不會在羅德西亞進行轉售，並要求各國禁止其保險公司為運往羅德西亞的貨物提供任何保險。
該決議最終以12票支持0票反對的結果通過，法国、英国與美国投下棄權票。

## 外部鏈接
- 维基文库中的相關文獻：聯合國安全理事會第333號決議